# فرودگاه کش کریک
فرودگاه کش کریک (به انگلیسی: Cache Creek Airport) یک فرودگاه همگانی است که یک باند فرود آسفالت دارد و طول باند آن ۱۰۰۰ متر است. این فرودگاه در کشور کانادا قرار دارد و در ارتفاع ۶۲۰ متری از سطح دریا واقع شده‌است.